# Catedral Basílica de Nossa Senhora Aparecida
A Catedral Basílica Santuário Nacional de Nossa Senhora da Conceição Aparecida, também conhecida como Santuário Nacional de Nossa Senhora Aparecida, é um templo religioso católico localizado no município brasileiro de Aparecida, no interior do estado de São Paulo. É o maior templo católico do Brasil e o segundo maior do mundo, menor apenas que a Basílica de São Pedro, no Vaticano. É a maior catedral do mundo, visto que a Basílica Vaticana não é uma catedral. Também é o maior espaço religioso do país, com mais de 143 mil m² de área construída ao longo de todo o Santuário.
A estrutura foi solenemente consagrada em 4 de julho de 1980, pelo Papa João Paulo II, quando ele visitou o Brasil pela primeira vez. Em 1984, a Conferência Nacional dos Bispos do Brasil (CNBB) elevou a nova basílica a Santuário Nacional. Localiza-se no centro da cidade, tendo como acesso a "Passarela da Fé", que liga a basílica atual com a antiga, ambas visitadas pelos romeiros. Já recebeu a visita de quatro papas: João Paulo II, Bento XVI, Francisco e Leão XIV.
Em novembro de 2016, por decreto do Papa Francisco, a basílica foi elevada à dignidade de Igreja-Catedral da Arquidiocese de Aparecida, título transferido da Igreja de Santo Antônio, em Guaratinguetá. O santuário é visitado anualmente por aproximadamente 12 milhões de romeiros de todas as partes do Brasil. Em 2017, o santuário registrou 13 milhões de visitantes, o maior de sua história.

## História

### Origens

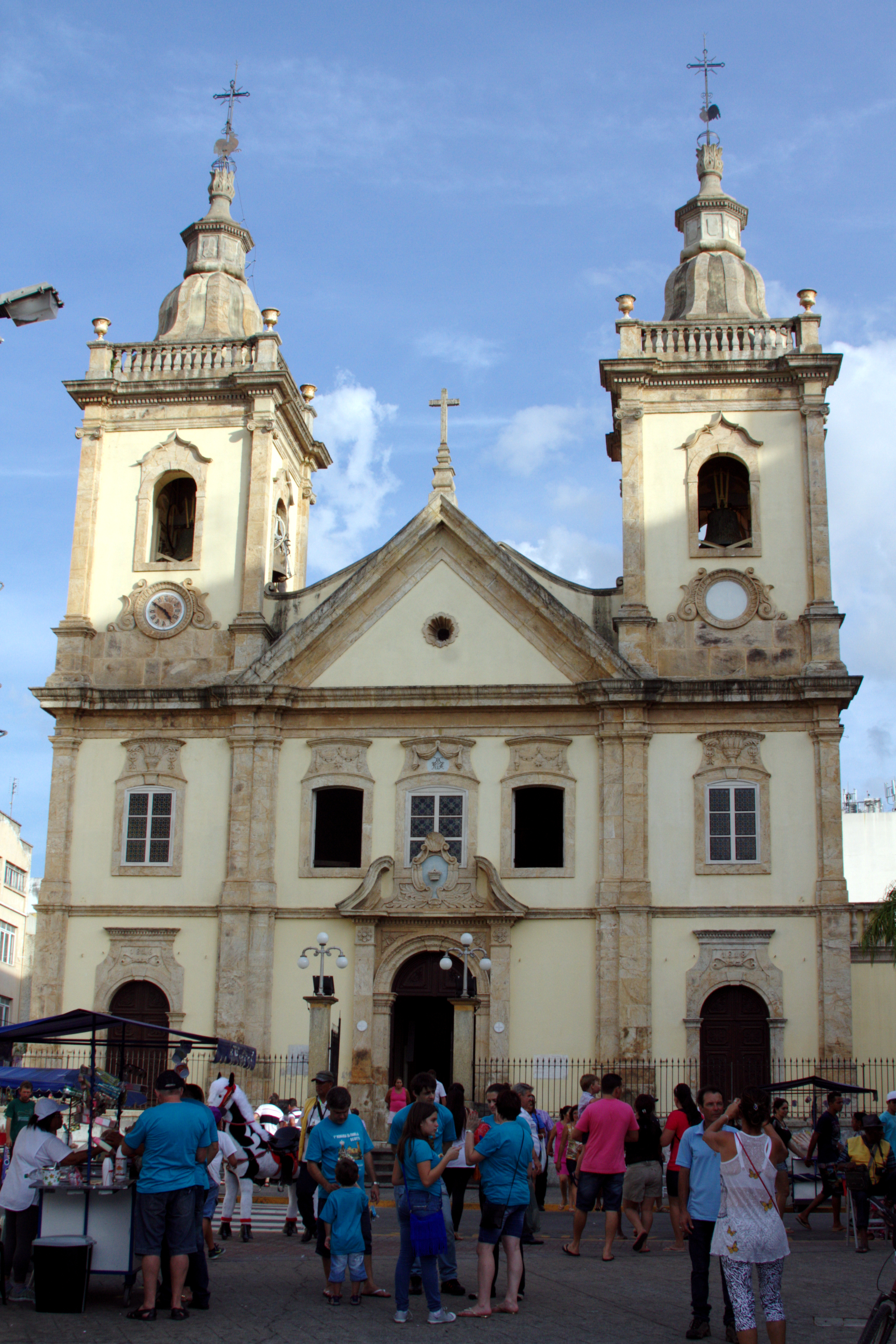
Fachada da Basílica velha

O local teve sua origem na descoberta de uma estátua da Virgem Maria. Segundo a tradição local, três pescadores tentavam pescar uma grande quantidade de peixes no rio Paraíba do Sul para um banquete em homenagem à visita do governador paulista, Pedro de Almeida, em 1717. Apesar de suas orações, suas tentativas foram infrutíferas até o final do dia, até que um dos pescadores lançou sua rede e encontrou a estátua da Virgem. Após achar o corpo da estátua, ele encontrou a cabeça.
O grupo limpou a estátua, envolveu-a em um pano e voltou à tarefa para descobrir se sua sorte havia mudado e eles conseguiram obter todos os peixes de que precisavam. Acredita-se que a estátua seja obra de Frei Agostino de Jesus, um monge residente em São Paulo.
A estátua estava originalmente alojada na casa de Felipe Pedroso, um dos pescadores que a encontrou. Este se tornou um local popular para os visitantes que desejavam orar pela estátua, levando a família de Pedroso a construir uma pequena capela para abrigar a estátua.
Ela foi substituída em 1734 por uma capela maior e, 100 anos depois, em 1834, pela primeira basílica do local. Em 1955, com o número de peregrinações ainda crescendo, as obras começaram no prédio atual, em um local próximo. Tem espaço para mais de 30.000 pessoas e é o segundo em capacidade depois da Basílica de São Pedro, em Roma.
A velha capela de madeira foi construída originalmente em 1745. O antigo santuário é uma igreja modesta em estilo colonial construída entre 1834 e 1888. Desde então, os devotos a chamam de basílica.
Devido aos seguintes relatos conflitantes sobre datas, o Vaticano enumerou os seguintes documentos papais registrados:
- o Papa Leão XIII mencionou a devoção brasileira a esta imagem chamada "Nossa Senhora da Conceição Aparecida" antes de sua morte em 1903;[carece de fontes?]
- o Papa Pio X concedeu uma coroação canônica a esta mesma imagem em 8 de dezembro de 1904;[carece de fontes?]
- o Papa Pio XI declarou o mesmo título mariano de Padroeira do Brasil por meio de uma bula papal assinada em 16 de julho de 1930, também testemunhada e assinada pelo cardeal Eugenio Pacelli, futuro Papa Pio XII;[carece de fontes?]
- o Papa Paulo VI concedeu sua primeira Rosa de Ouro em 12 de agosto de 1967;[carece de fontes?]
- o Papa João Paulo II elevado e consagrado formalmente como uma basílica em 4 de julho de 1980.[17][18]

### Basílica Nova

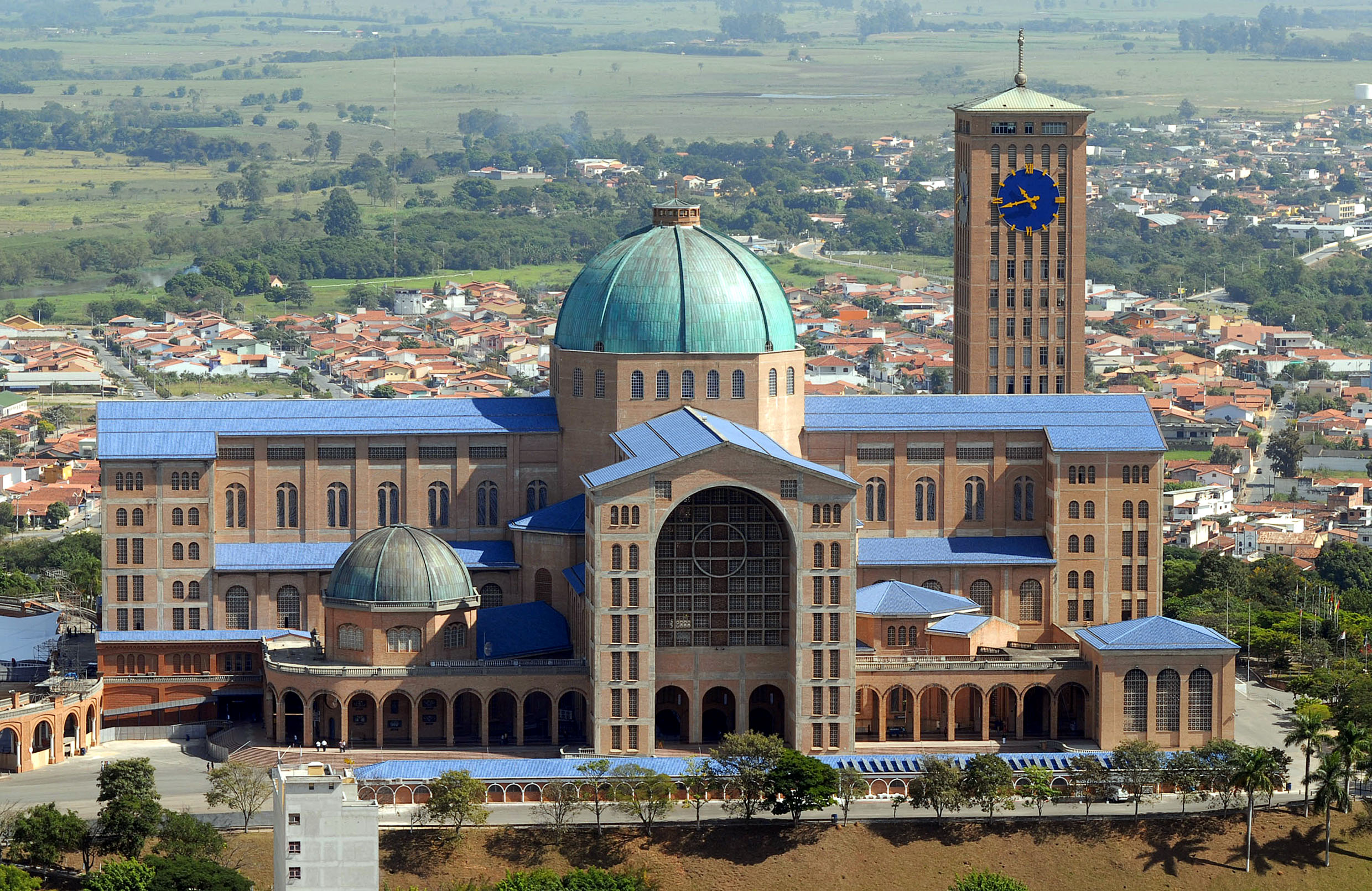
Vista geral da Basílica

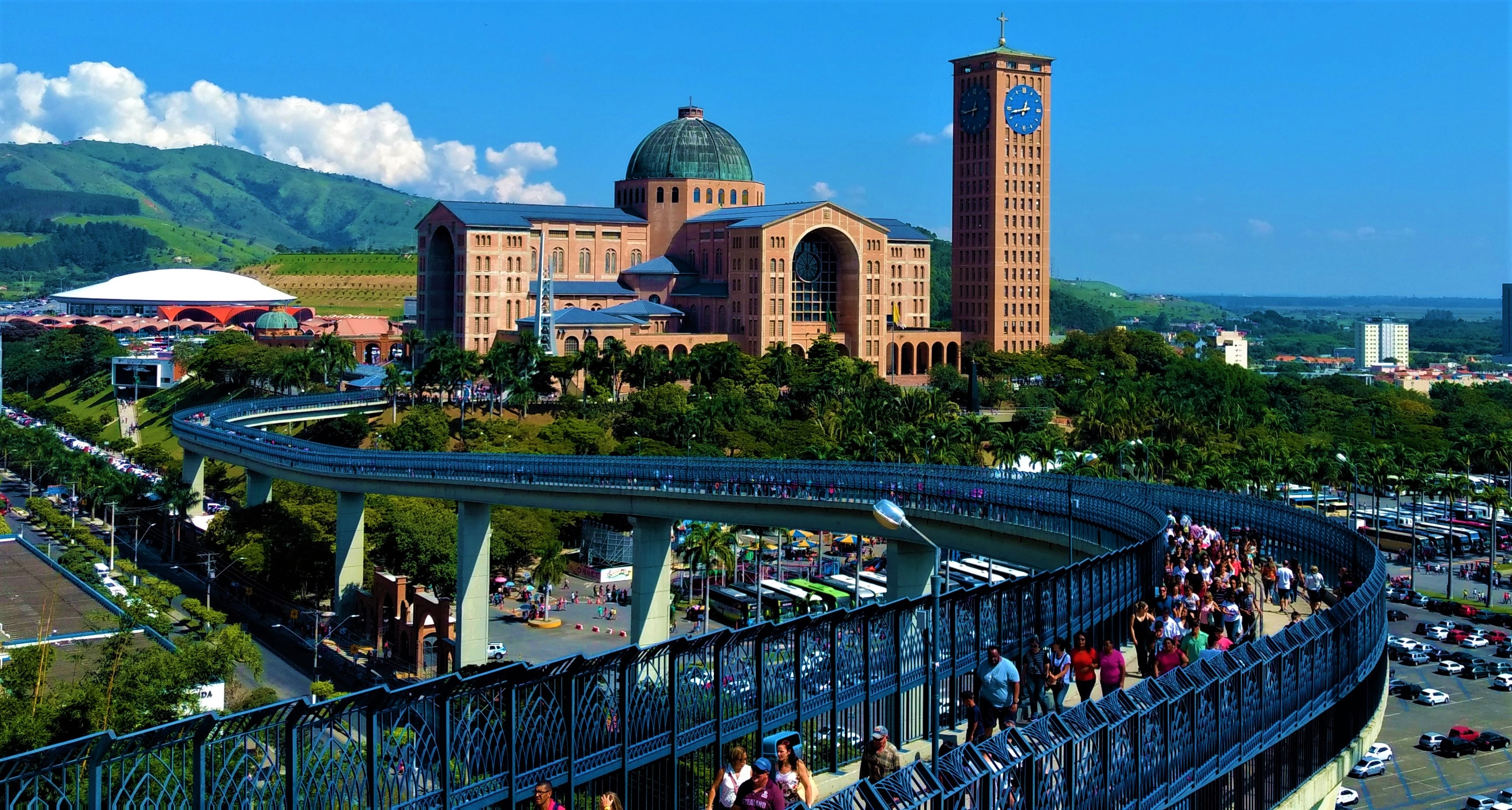
Vista da Passarela da Fé e da Basílica

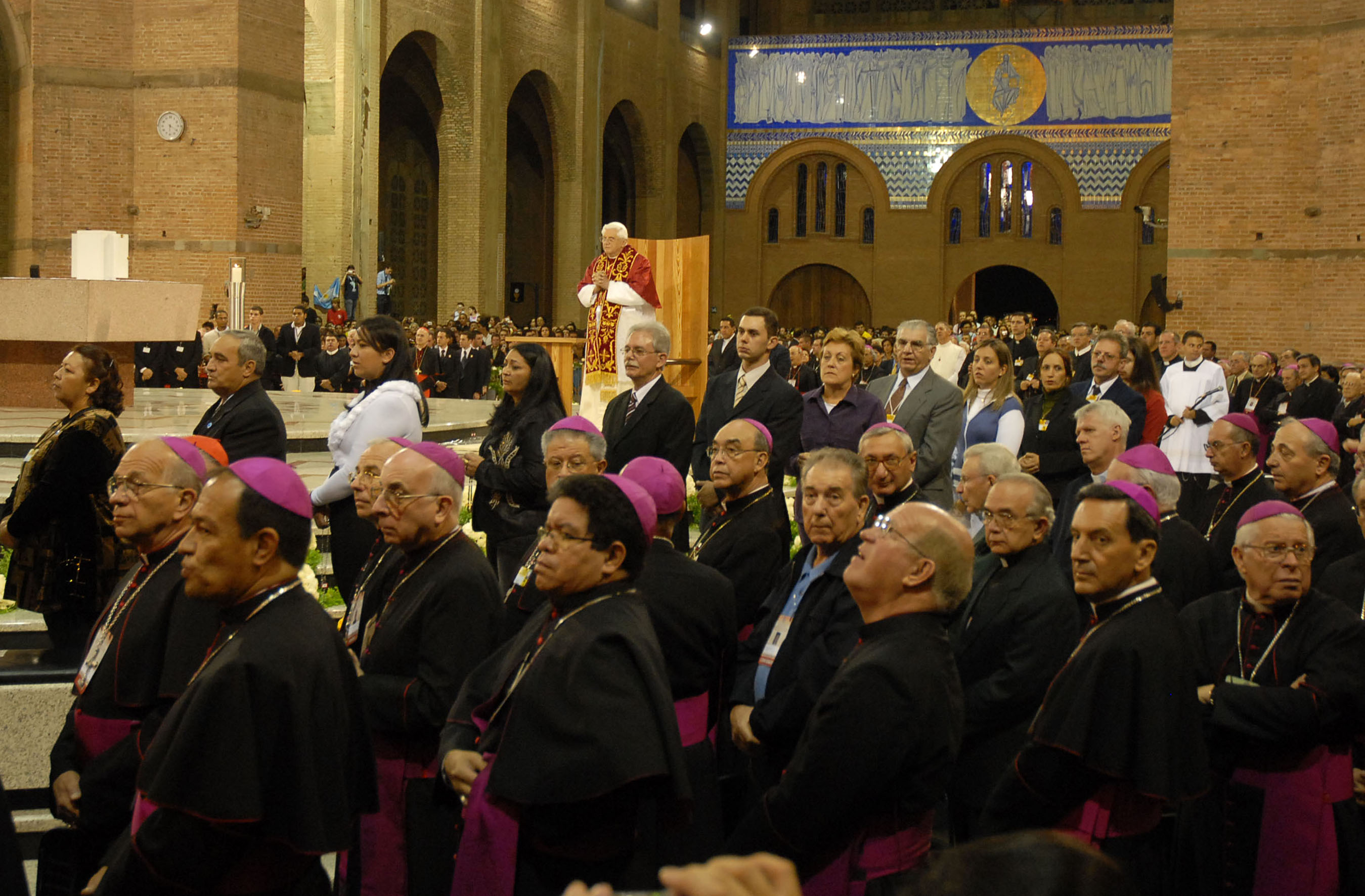
O Papa Bento XVI preside cerimônia litúrgica na Basílica em 2007.

Benedito Calixto Neto foi o arquiteto contratado para a concepção do projeto e, em 1955, teve início a construção da nova basílica. A estrutura é no estilo neorromânico e assume a forma de uma cruz grega com braços de 188 m de comprimento e 183 m de largura. A cúpula tem 70 m de altura e a torre atinge uma altura de 109 m. A basílica contém 23 mil metros quadrados de espaço. O salão da igreja principal pode acomodar 30 mil pessoas, que podem se expandir para 300 mil durante as celebrações externas.
A "Basílica Nova" foi construída sobre o Morro das Pitas, teve sua terraplanagem iniciada em 1952 e terminada em 1954. Começou a ser construída em 11 de novembro de 1955, pela Nave Norte, e seguiu para a construção da Torre Brasília que teve sua estrutura metálica doada pelo então presidente, Juscelino Kubitschek.[carece de fontes?]
Terminada a torre, as obras seguiram para a cúpula central, depois, já em meados de 1972, para a Capela das Velas e para a Nave Sul, passando depois para as Naves Oeste e Leste, e as alas intermediárias, finalmente. A torre da Benedito Calixto de Jesus Neto. Há uma passarela, denominada "Passarela da Fé", que faz ligação entre a igreja velha e a basílica ao qual possui 392 m de extensão, onde há fiéis que esse trecho percorrem de joelhos.
Em 4 de julho de 1980, o Papa João Paulo II consagrou o santuário com o nome de Nossa Senhora Aparecida enquanto o prédio ainda estava em construção. A festa de Nossa Senhora Aparecida é 12 de outubro.
O Papa Bento XVI visitou a Basílica do Santuário de Aparecida em 12 de maio de 2007, durante sua Viagem Apostólica ao Brasil por ocasião da V Conferência Geral dos Bispos da América Latina e do Caribe. Durante sua visita, o Papa premiou o Santuário com uma Rosa de Ouro.
Por ocasião da Jornada Mundial da Juventude, o Papa Francisco visitou a basílica em 24 de julho de 2013, celebrando a missa ali.
Principal centro de peregrinação da Igreja Católica no Brasil, o Santuário Nacional de Aparecida foi reconhecido pelo Vaticano como a Catedral Arquidiocesana de Aparecida em 12 de novembro de 2016, sendo desde então uma igreja episcopal oficial.

## Infraestrutura

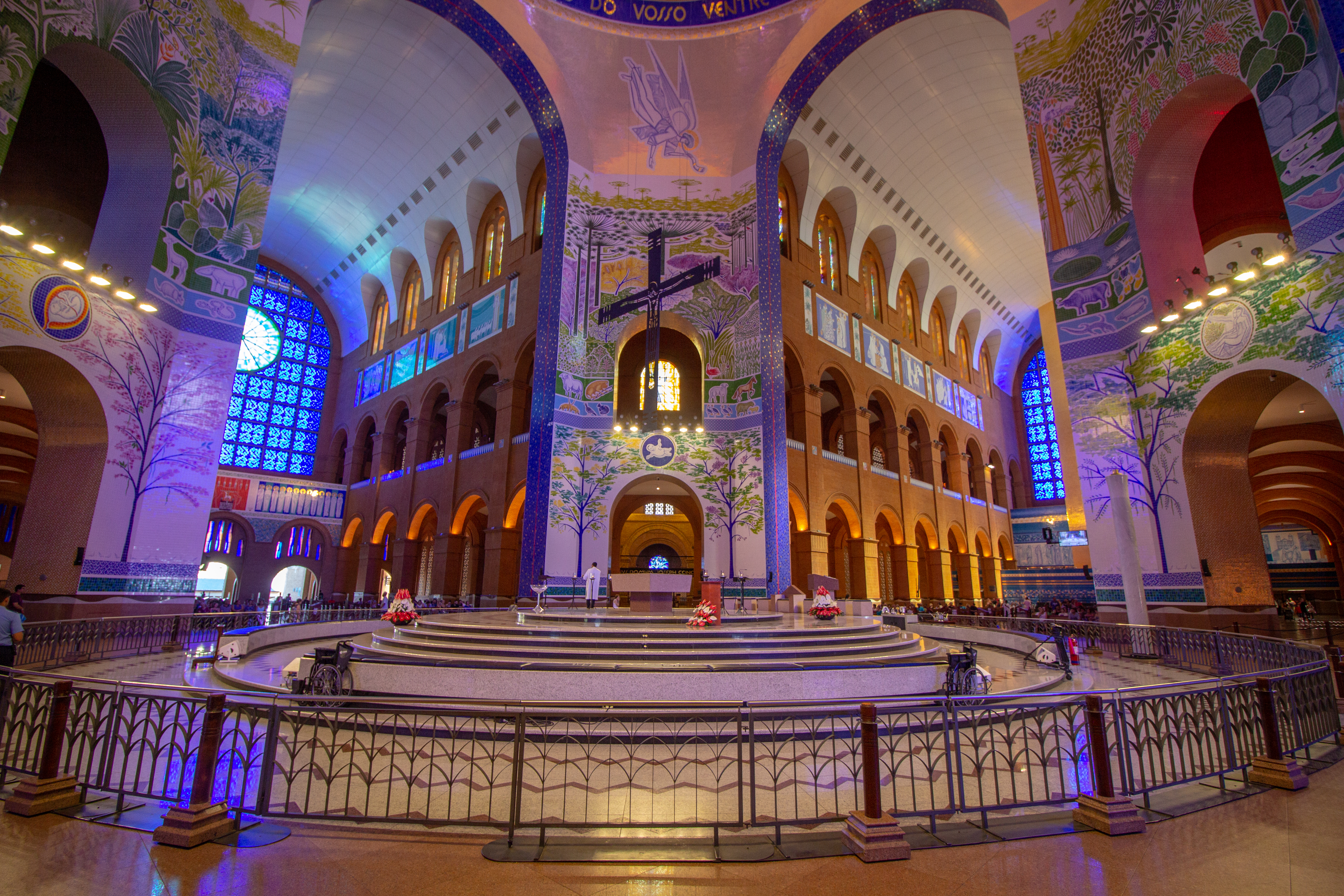
Altar principal

O santuário está equipado com infraestruturas para receber grandes multidões, com rampas de acesso ao templo e ao subsolo, elevadores para a visita do Mirante da Torre Brasília, superfícies antiderrapantes, e estruturas específicas para pessoas com deficiência.
O recinto inclui ambulatório para assistência médica, um centro com praça de alimentação e lojas, ponto de encontro e parque de diversões. Tem também fraldários, com todas as estruturas para o cuidado de bebês.

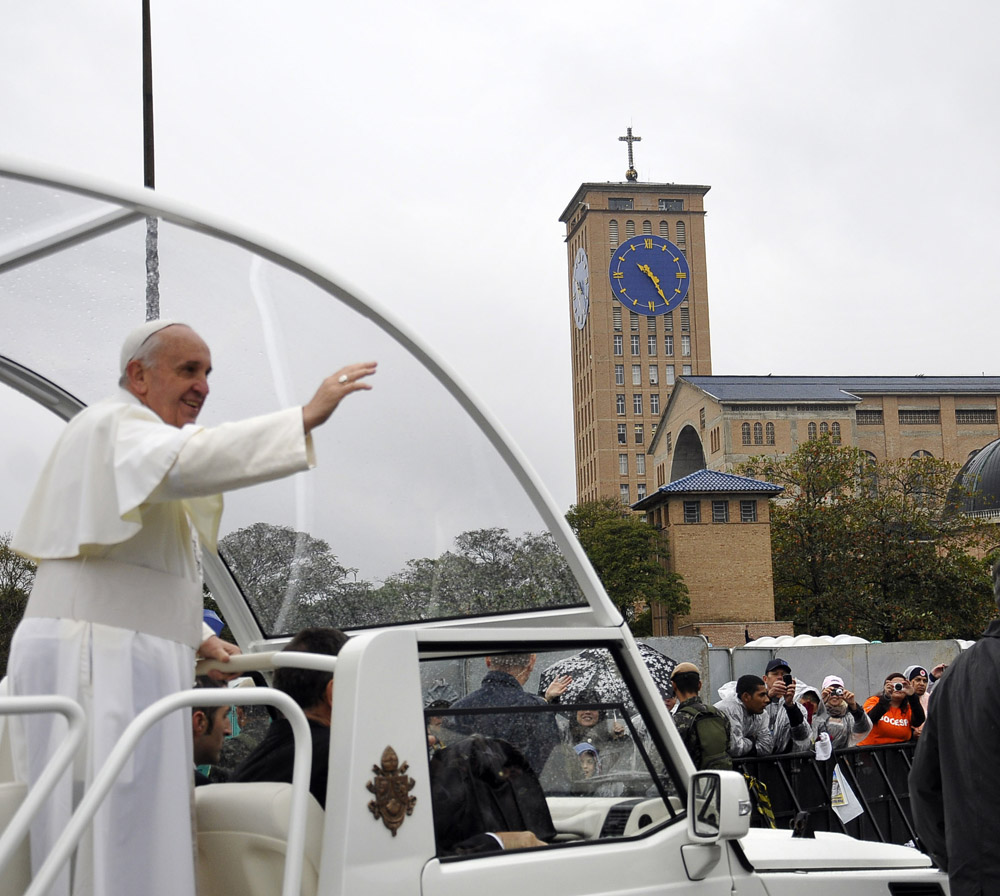
Papa Francisco chega a Aparecida, durante a sua visita ao Brasil por ocasião da JMJ 2013.

O pátio de estacionamento tem capacidade para 2000 ônibus e 3000 automóveis particulares, com vagas para idosos e pessoas com deficiência. O sistema de segurança inclui um complemento de cerca de 200 agentes, câmeras de vigilância e patrulhamento motorizado.

## Honrarias

### Rosa de Ouro
A basílica de Aparecida recebeu por três vezes a Rosa de Ouro, uma das mais antigas e nobres condecorações papais:
- A primeira, pelo Papa Paulo VI, em 1967, por ocasião do jubileu de 250 anos do aparecimento da imagem da Nossa Senhora da Conceição Aparecida, sendo a entrega feita a 15 de agosto daquele ano.
- A segunda, foi abençoada pelo Papa Bento XVI, em 18 de março de 2007, Domingo Lætare, e entregue a 12 de maio do mesmo ano, por ocasião de sua visita ao Brasil.
- A terceira, foi dada pelo Papa Francisco, em 09 de outubro de 2017, pelo jubileu de 300 anos da aparição da imagem.

## Romaria Nacional do Terço dos Homens
Diversos grupos católicos se reúnem anualmente na catedral basílica. Entre eles se destaca o movimento Terço dos Homens, cuja romaria nacional, no mês de fevereiro, agrega dezenas de milhares de tercistas de todo o Brasil. Os romeiros são orientados espiritualmente pelo arcebispo de Juiz de Fora (MG), Dom Gil Antônio Moreira, referência da CNBB para o movimento.